# Lake Lindsey
Lake Lindsey ist  ein census-designated place (CDP) im Hernando County im US-Bundesstaat Florida. Das U.S. Census Bureau hat bei der Volkszählung 2020 eine Einwohnerzahl von 90 ermittelt.

## Geographie
Lake Lindsey liegt rund 10 km nördlich von Brooksville sowie etwa 80 km nördlich von Tampa.

## Demographische Daten
Laut der Volkszählung 2010 verteilten sich die damaligen 71 Einwohner auf 32 Haushalte. Die Bevölkerungsdichte lag bei 710 Einw./km². 97,2 % der Bevölkerung bezeichneten sich als Weiße und 2,8 % als Indianer. 7,0 % der Bevölkerung bestand aus Hispanics oder Latinos.
Im Jahr 2010 lebten in 26,5 % aller Haushalte Kinder unter 18 Jahren sowie 32,4 % aller Haushalte Personen mit mindestens 65 Jahren. 44,9 % der Haushalte waren Familienhaushalte (bestehend aus verheirateten Paaren mit oder ohne Nachkommen bzw. einem Elternteil mit Nachkomme). Die durchschnittliche Größe eines Haushalts lag bei 2,09 Personen und die durchschnittliche Familiengröße bei 2,87 Personen.
21,1 % der Bevölkerung waren jünger als 20 Jahre, 26,7 % waren 20 bis 39 Jahre alt, 31,0 % waren 40 bis 59 Jahre alt und 21,1 % waren mindestens 60 Jahre alt. Das mittlere Alter betrug 41 Jahre. 50,7 % der Bevölkerung waren männlich und 49,3 % weiblich.
Im Jahr 2000 war Englisch die Muttersprache von 100 % der Bevölkerung.